# Diplazon schachti
Diplazon schachti là một loài tò vò trong họ Ichneumonidae.